# Савиньи-ле-Бон
Савиньи́-ле-Бон (фр. Savigny-lès-Beaune) — коммуна во Франции, находится в регионе Бургундия. Департамент коммуны — Кот-д’Ор. Входит в состав кантона Бон-Север. Округ коммуны — Бон. Расположена в Бургундии, в окрестностях Бона, на юго-западе от Дижона. Находится в центре старинных виноградников, которые расположены с двух сторон от деревни и заканчиваются у леса в долине Роны. В деревне стоят, преимущественно, старинные домики, а также находится красивый замок 14 века. Замок первоначально был построен в 1340 году, им владел герцог Одо Жан Фролуа, маршал Бургундии. Был разрушен в 1478 году после вторжения в Бургундию Людовика XI и восстановлен Этьеном Буйе в начале 17 века. В 1689 году замок становится владением генерала, графа Лойера и его потомков, несколько раз меняет владельцев, пока в начале 1980 годов не становится собственностью Мишеля Понта.
Код INSEE коммуны — 21590.

## Население
Население коммуны на 2010 год составляло 1367 человек.
| 1962 | 1968 | 1975 | 1982 | 1990 | 1999 | 2010 |
| ---- | ---- | ---- | ---- | ---- | ---- | ---- |
| 1220 | 1285 | 1410 | 1404 | 1392 | 1421 | 1367 |

## Экономика
В 2010 году среди 876 человек трудоспособного возраста (15—64 лет) 646 были экономически активными, 230 — неактивными (показатель активности — 73,7 %, в 1999 году было 75,7 %). Из 646 активных жителей работали 615 человек (314 мужчин и 301 женщина), безработных было 31 (20 мужчин и 11 женщин). Среди 230 неактивных 74 человека были учениками или студентами, 103 — пенсионерами, 53 были неактивными по другим причинам.

## Виноделие
Савиньи больше всего славится прекрасными винами: его местная субрегиональная территория — апелласьон — одна из крупнейших в Бургундии, занимает 306 гектар. Местные виноградники относятся к винам первого класса и являются частью винодельческого региона Côte-d’Or (Золотой берег), специализация которого — белые вина. В Савиньи проходит такое редкое в регионе мероприятие, как винный фестиваль Crémant de Bourgogne.
В Савиньи-ле-Бон в январе 1960 года под девизом «Все благородные люди — братья», было официально основано братство «Бургундское гостеприимство» (La Cousinerie de Bourgogne) во время пира на празднике св. Винсента, покровителя виноделов.  Членом этой организации может стать человек любой национальности, если он связан с виноделием. Мажордом, хранитель бутылок и оружейник присутствуют при церемонии. Новый член братства приносит клятву верности мэру и принимает от него флакон с горстью земли, которая отныне становится его второй родиной. После церемонии посвящения ему вручается сертификат, подтверждающий его членство в братстве «Бургундское гостеприимство».

## Достопримечательности

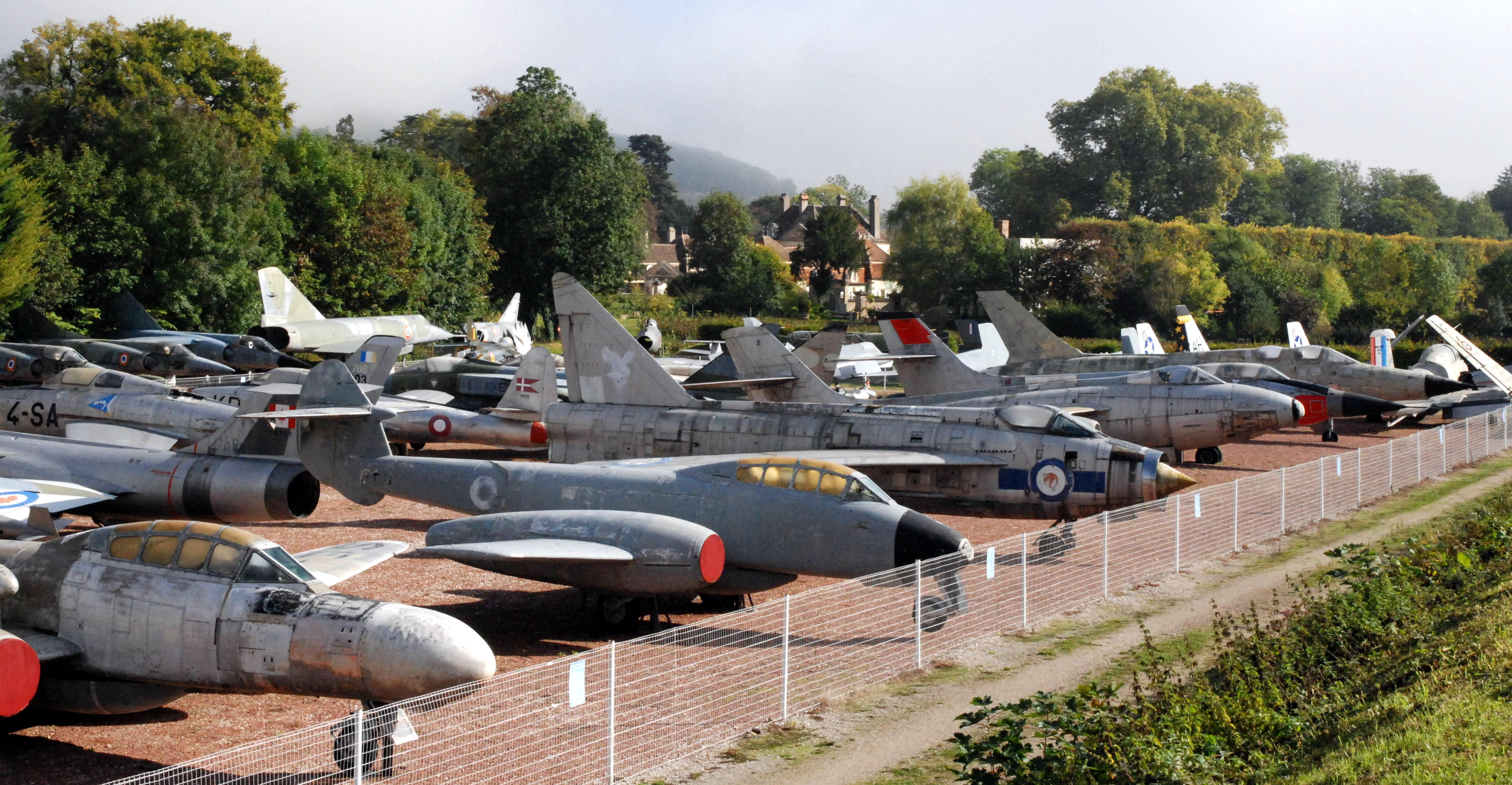
Коллекция самолетов на территории шато

В коммуне находится замок 14-го века, в котором живёт Мишель Понт, заядлый коллекционер и собиратель всего, что движется — от быстрых гоночных автомобилей до истребителей. Он превратил свой замок во французской коммуне Савиньи-ле-Бон в огромный музей, в котором теперь находится более 250 мотоциклов, 30 гоночных автомобилей и впечатляющая коллекция из 80 боевых самолётов — крупнейшая в мире частная коллекция.
Сын винодела, Понт начал собирать мотоциклы, когда ему было всего двадцать лет. Позже он стал интересоваться автоспортом, и принял участие в двух гонках и чемпионатах — в начале 1960 и 1970 годов. Но когда он чуть не потерял жизнь в серьезной аварии на трассе, Понт решил вместо участия в автогонках собирать автомобили.
Интерес Понта к авиации исходит из его военной карьеры в 1950-х годах. Он был членом ВВС и встречался с пилотами, а также мог наблюдать все виды самолётов. Понт начал покупать списанные самолёты около 30 лет назад по всему миру, включая Англию, Португалию и Россию, но исключая Францию.

«Я путешествовал с командой механиков, чтобы купить самолёты, демонтировать их, арендовал кран, находил пути и возможность транспортировки, разбирал самолёт на части и вёз его во Францию. Свою последнюю модель — американский самолёт „абордажная сабля“, я купил в Швеции. Мы восстановили его, перекрасили, и он стал выглядеть как новый», — сказал Понт в интервью корреспонденту Книги рекордов Гиннесса.
Оригинальный текст (англ.)I travelled with a team of mechanics to buy the planes, dismantle them, rent a crane there, find a transporter and bring it back to France in pieces. My latest piece is a sabre – an American plane I bought in Sweden. We restored it, repainted it and make it all clean, just like new.

Когда Понт приобрёл замок и окружающий сад в Савиньи-ле-Бон в начале 1980-х годов, он посадил четыре гектара виноградников и оставил 2-3 га для самолётов. Коллекция гоночных автомобилей и мотоциклов находится в закрытом помещении. Француз также собирает сельскохозяйственную технику, такую, как плуги и трактора, и антиквариат — все собранные в течение жизни коллекционера экспонаты представлены в девяти музеях.
Понт, его замок и коллекция открыты для посетителей, число которых достигает от 35 до 50 тысяч человек ежегодно.